# نحمیا

نحمیا اورشلیم را بازسازی می‌کند.

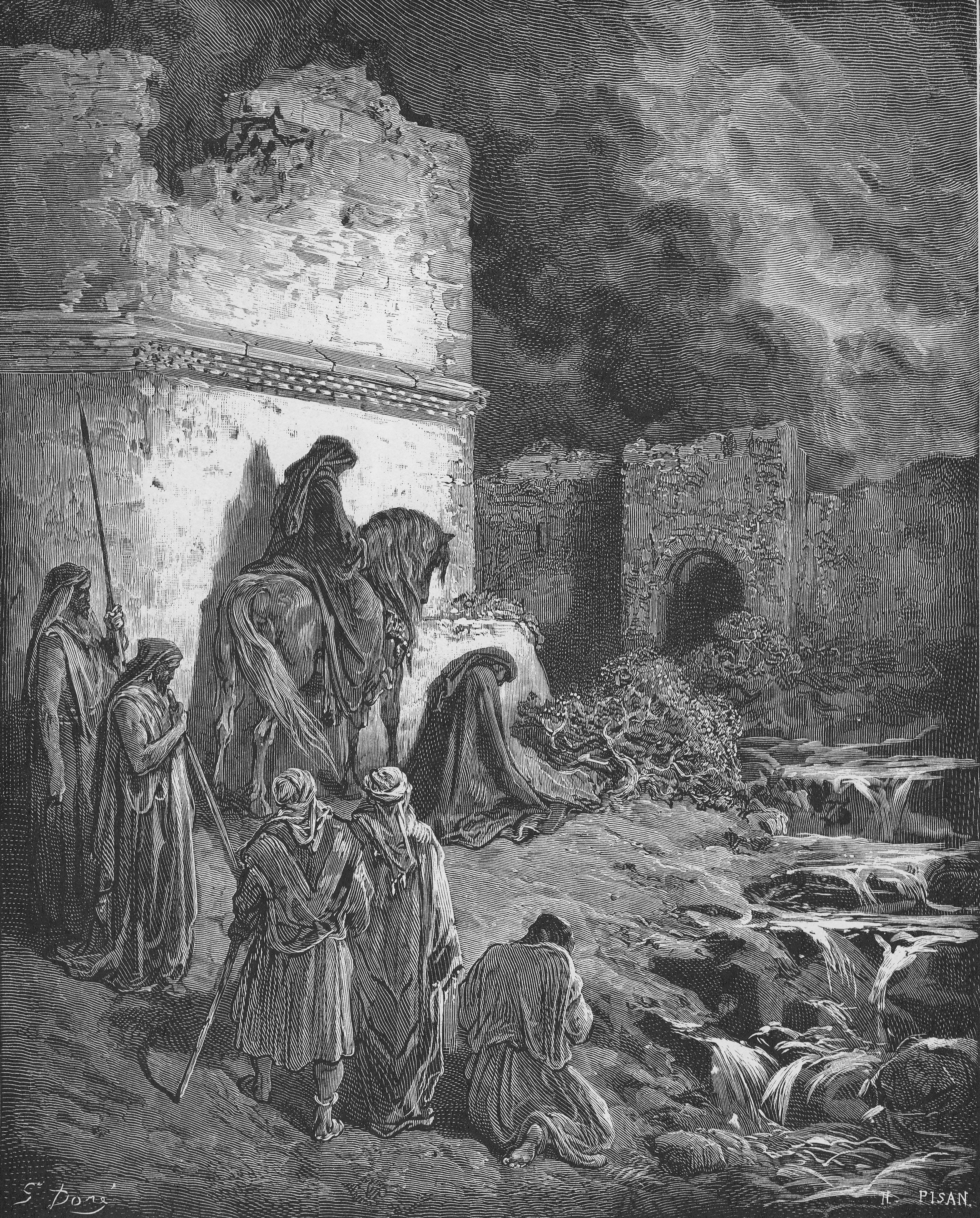
نحمیا خرابی اورشلیم را مشاهده می‌کند، اثر گوستاو دوره

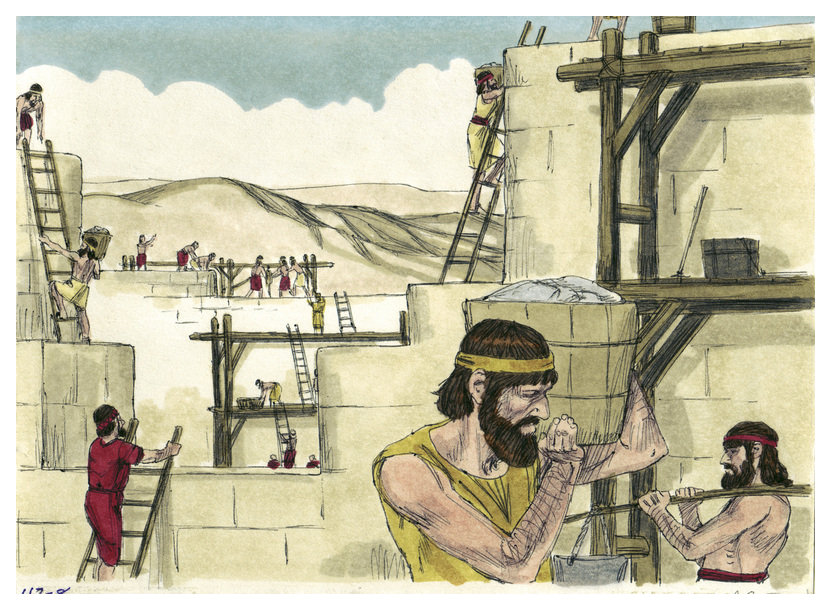
بازسازی اورشلیم به دست نحمیا.

نِحِمیا (عبری:נְחֶמְיָה به معنی «از یهوه آرامش یافته») شخصیت اصلی کتاب نحمیا، پسر حکلیا از سبط یهودا و رهبر یهودیه بود. نحمیا در زمانی که شاهنشاهی ایران بر بابل چیره شد، به پیامبری رسید.

## در کتاب مقدس
او در کاخ شوش جام‌دار اردشیر بود. در زمانی که نحمیا در دربار اردشیر جام‌دار بود، از اورشلیم پیغامی به او رسید که او را از ویرانی حصار و دروازه‌های اورشلیم و خرابی خانه‌های یهودیان در آن شهر آگاه کرد. نحمیا چند روز را روزه گرفت و در مقبره پدرانش گریست؛ پادشاه که به غم او پی برد، دلیل اندوهش را پرسید و سرانجام به او اجازه داد که به اورشلیم برود و او را در آن‌جا حاکم و استاندار قرار داد. او در سال بیستم سلطنت اردشیر (۴۴۵ قبل از میلاد) به اورشلیم رسید. دیوار اورشلیم در زمان او بنا شد، و ساکنین جدیدی به یهودا و اورشلیم وارد گشتند. یریحو، حسنا، مشلام، صادوق، یویاداع، یادون، لویان و راحوم از کسانی بودند که در بنا کردن دیوار اورشلیم به نحمیا یاری رساندند. او سپس به افزایش جمعیت اورشلیم پرداخت و بدهیها را لغو کرد و به عزرا کمک کرد که قوانین موسی را اجرا کرده و یهودیان را مجبور به جدا شدن از زنان غیریهودی خود کند. بعد از ۱۲ سال حکمرانی در اورشلیم، او به شوش بازگشت. بعد از مدتی در شوش، او دوباره به اورشلیم بازگشت و مشاهده کرد که مردم به روش‌های غلط خود بازگشته اند. غیریهودیان اجازه یافتند که در درون اورشلیم در روز شبات تجارت کنند و در معبد غرفه داشته باشند. او بسیار خشمگین شده و معبد و کاهنان و لاویان را طهارت داد و پیروی از قوانین موسی را اجباری کرد.

## در متون یهودی
در تلمود نیز به نحمیا اشاره شده‌است. بر اساس بعضی متون یهودی او یک کوهن (نسل هارون) بوده‌است. ولیکن ربیها نحمیا را به دلیل غرور (نحمیا ۱۳) و بی‌احترامی به پیشیانش نظیر دانیال مؤاخذه می‌کنند. از این رو آنان اعتقاد دارند که کتاب نحمیا به عنوان بخشی از کتاب عزرا قرار گرفته‌است و نه به صورت کتابی جداگانه.